# Landkreis Vechta
Der Landkreis Vechta ist ein Landkreis im Westen von Niedersachsen. Kreisstadt ist Vechta.

## Geografie

### Lage
Der Landkreis Vechta stellt den südlichen Teil des Oldenburger Münsterlandes dar und erstreckt sich in maximaler Ausdehnung über etwa 50 km in Nord-Süd-Richtung und 30 km in Ost-West-Richtung zwischen Oldenburg und Bremen im Norden bzw. Nordosten und Osnabrück im Süden.
In der Norddeutschen Tiefebene gelegen, hat der Landkreis Vechta im Nordosten Anteil am Naturpark Wildeshauser Geest und im Süden am Naturpark Dammer Berge-Dümmer. Die höchste Erhebung des Landkreises ist der Signalberg (146 m) des Höhenzugs Dammer Berge, der mit 22 m tiefste Punkt liegt im nordöstlichen Zipfel der Gemeinde Goldenstedt am Huntetalgraben. Im Osten bilden große Hochmoore die natürliche Grenze zum Landkreis Diepholz, die teilweise unter Naturschutz gestellt sind; der Westen und die Mitte des Landkreises liegen vergleichsweise tief und sind von einer Vielzahl kleiner Nebenflüsse der Hase durchzogen. Im Nordosten bildet die Hunte die Kreisgrenze; sie nimmt das Oberflächenwasser der Gebiete im Osten des Landkreises auf.

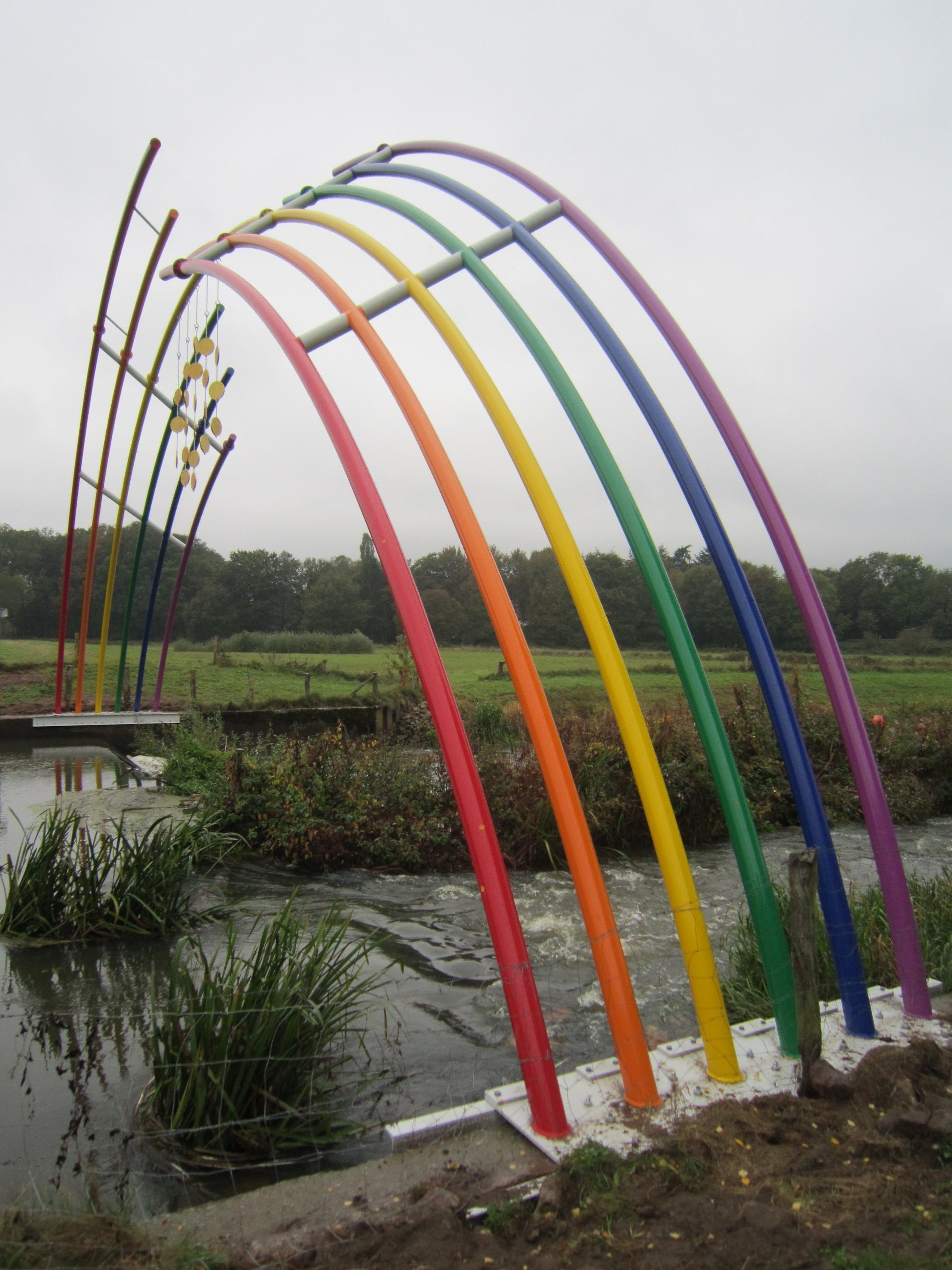
An der Ostgrenze des Landkreises Vechta überspannt die Stahlskulptur „Goldregen“ die Hunte

Als geografische Besonderheit durchquert die Weser-Ems-Wasserscheide den Landkreis Vechta von Süd nach Nord, vom Großen Moor und den Dammer Bergen im Naturpark Dümmer über die genau auf der Wasserscheide gelegene Arkeburg in der Gemeinde Goldenstedt bis nach Visbek, und weiter in den Landkreis Cloppenburg hinein.

### Nachbarkreise
Der Landkreis grenzt im Uhrzeigersinn von Norden an die Landkreise Oldenburg, Diepholz, Osnabrück und Cloppenburg.

## Gemeinden
Einheitsgemeinden
In Klammern die Einwohnerzahl am 31. Dezember 2023.
| 1. Bakum (6822) 2. Damme, Stadt (17.507) 3. Dinklage, Stadt (13.493) 4. Goldenstedt (10.401) 5. Holdorf (7568) 6. Lohne, Stadt (28.222) 7. Neuenkirchen-Vörden (8874) 8. Steinfeld (10.211) 9. Vechta, Stadt (33.572) 10. Visbek (9730) |

## Geschichte
Im frühen Mittelalter siedelten auf dem Gebiet des heutigen Landkreises Vechta westfälische Sachsen. Der Norden des Gebietes gehörte zum Lerigau, der Süden zum Dersagau.
Im Jahr 1252 ging die Regierungsgewalt in der „Herrschaft Vechta“ von den Grafen von Ravensberg auf den Bischof von Münster über. Bis 1803 war das Gebiet Teil des Hochstifts Münster. Am 18. Juli 1803 wurde das Amt Vechta als „Landvogtei“ in das Herzogtum Oldenburg inkorporiert. Abgesehen von einer kurzen Unterbrechung zur sogenannten Franzosenzeit, während der Vechta von 1811 bis 1813 dem französischen Hanseatischen Département de l’Ems-Supérieur (Departement der Oberen Ems) unter Kaiser Napoleon I. zugehörte, blieb das Gebiet bis 1946 oldenburgisch. Seit der Gründung des Landes im Jahr 1946 ist der Landkreis Vechta dem Land Niedersachsen zugeordnet.
Die meisten Städte und Gemeinden des Landkreises Vechta waren bereits 1252 Teil der Herrschaft Vechta. Die Kirchspiele Emstek und Cappeln wurden 1814 zum Landkreis Cloppenburg geschlagen; das Kirchspiel Twistringen wurde 1817 an das Königreich Hannover abgetreten. 1879 wurde das Amt Vechta um das Gebiet der beiden aufgelösten Ämter Damme und Steinfeld vergrößert.
Aus dem Amt Vechta wurde 1939 der Landkreis Vechta. Nach dem Zweiten Weltkrieg wurden die drei Gemeinden Holdorf, Langförden und Lutten, die bei der oldenburgischen Gebietsreform von 1933 ihre Eigenständigkeit verloren hatten, wiederhergestellt.
Im Zuge der niedersächsischen Gebietsreform wurden am 1. März 1974 die Gemeinde Lutten in die Gemeinde Goldenstedt sowie die Gemeinde Langförden in die Stadt Vechta eingegliedert. Gleichzeitig gelangten die bis dahin zum Landkreis Osnabrück gehörenden Gemeinden Vörden, Hörsten und Hinnenkamp zum Landkreis Vechta und wurden Teil der Gemeinde Neuenkirchen-Vörden.

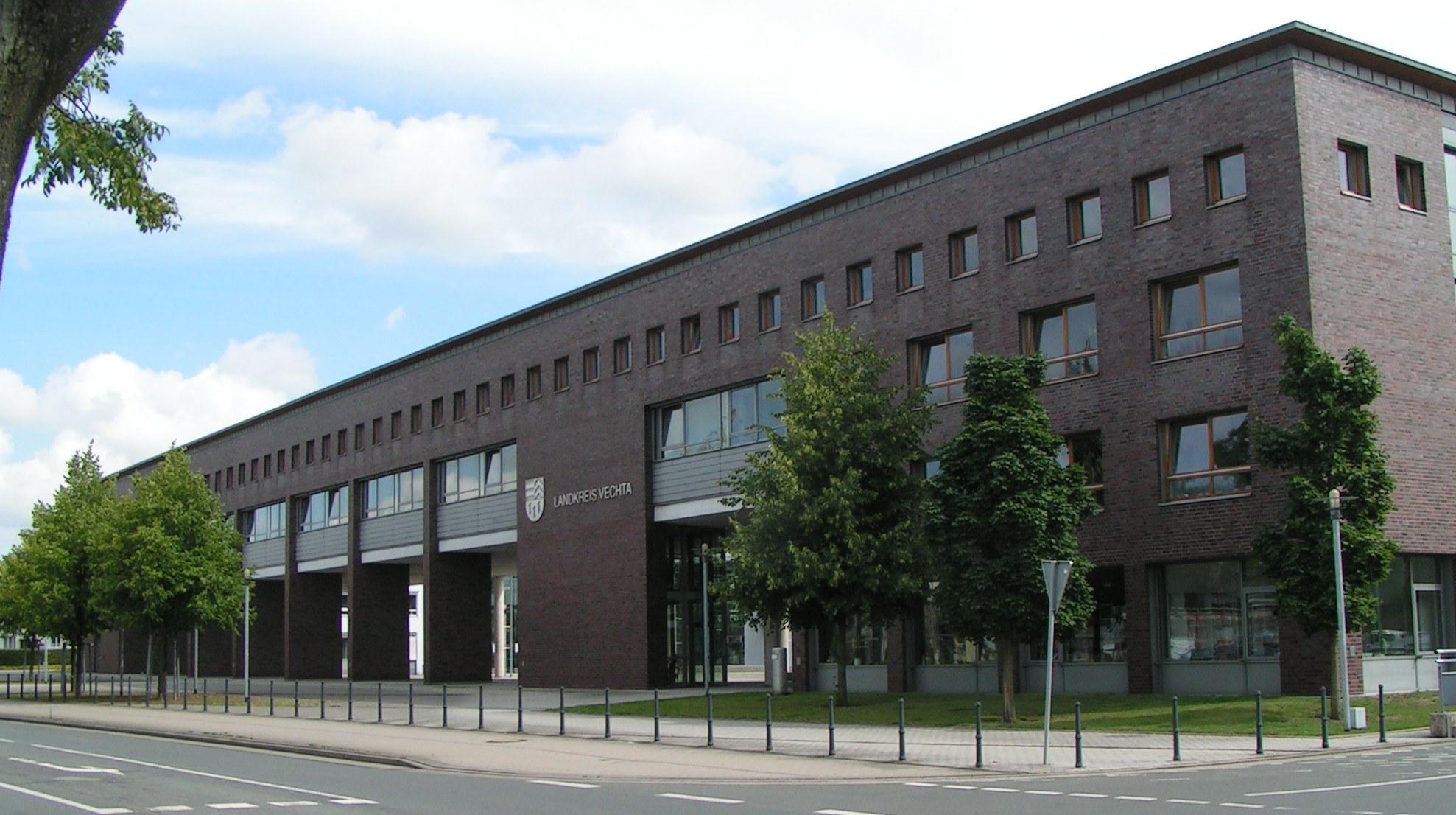
Kreishaus in Vechta (Vorderansicht); Verwaltungstrakt

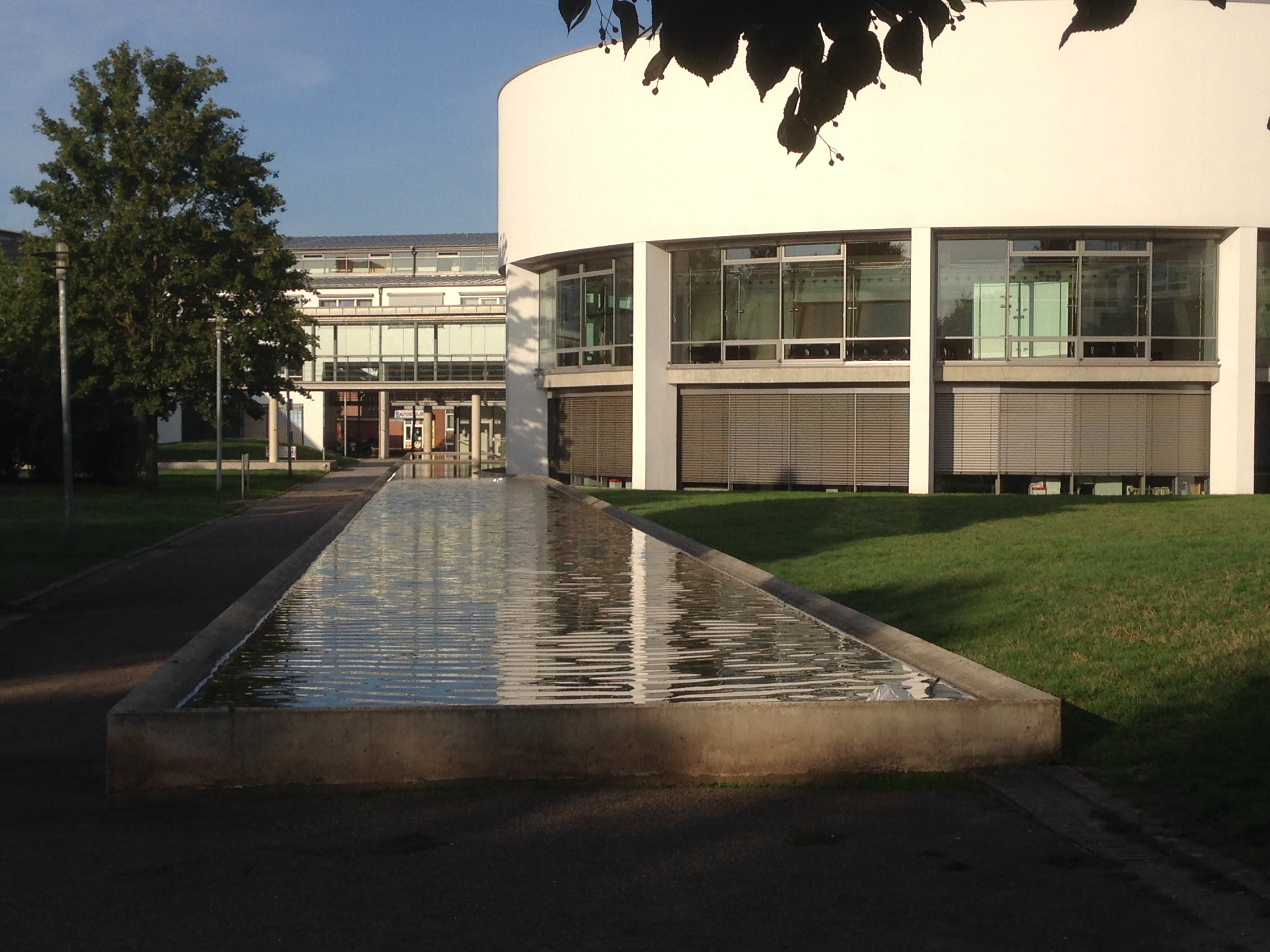
Kreishaus in Vechta (Rückansicht); in der Rotunde rechts der Große Sitzungssaal

Bis 1998 residierte die Kreisverwaltung in dem heutigen Niels-Stensen-Haus auf dem ehemaligen Gelände der Burg Vechta. 1998 wurde das neue Kreishaus an der Ravensberger Straße fertiggestellt. Der Gebäudekomplex beruht auf einem Entwurf von Eckhard Gerber (Hannover). Die Außenfassenden sind mit Bockhorner Klinker verblendet. An der Ravensberger Straße befindet sich ein ebenerdiger Durchgang zum Haupteingang. Der Versammlungsbereich ist als Rundbau konzipiert mit Plenarsaal, kleinem Sitzungssaal und Café. Im vorderen Innenhof stehen zehn Holzstelen des Lohner Künstlers Ulrich Fox, die die zehn Städte und Gemeinden des Landkreises symbolisieren sollen. Die Anlage wird in der hinteren Parkzone durch das „Stählerne Tor“ von Horst Linn abgeschlossen.
Siehe auch: Liste der Baudenkmale im Landkreis Vechta

## Einwohnerentwicklung
| Jahr | Einwohner | Quelle |
| ---- | --------- | ------ |
| 1933 | 49.427    | [ 6 ]  |
| 1939 | 51.912    | [ 6 ]  |
| 1950 | 79.125    | [ 6 ]  |
| 1960 | 74.200    | [ 6 ]  |
| 1970 | 86.600    | [ 7 ]  |
| 1980 | 98.500    | [ 8 ]  |
| 1990 | 105.408   | [ 9 ]  |
| 2000 | 126.434   | [ 9 ]  |
| 2010 | 135.374   | [ 9 ]  |
| 2020 | 143.294   | [ 9 ]  |

## Religion
Der Landkreis Vechta gehört wie der Landkreis Cloppenburg, der Landkreis Emsland, die ehemaligen Stifte Osnabrück (dieser jedoch nur zu etwa 50 %), Hildesheim und das Untereichsfeld zu den Regionen in Niedersachsen, die – im Gegensatz zum Großteil des Landes – traditionell von der katholischen Kirche geprägt sind. In Vechta befindet sich der Sitz der weltweit staatskirchenrechtlich einzigartigen Institution des Bischöflich Münsterschen Offizialates.

## Politik

### Kreistag
Der Kreistag hat aktuell 50 gewählte Mitglieder. Dies ist die festgelegte Anzahl für einen Landkreis mit einer Einwohnerzahl zwischen 125.001 und 150.000 Einwohnern. Die Abgeordneten werden durch eine Kommunalwahl für jeweils fünf Jahre gewählt. Neben den 50 in der Kreistagswahl gewählten Mitgliedern ist außerdem der amtierende Landrat sitz- und stimmberechtigt. Die aktuelle Amtszeit begann am 1. November 2021 und endet am 31. Oktober 2026.
Aus dem Ergebnis der Kommunalwahl 2021 ergab sich folgende Sitzverteilung:
- Linke: 1
- SPD: 9
- Grüne: 5
- UWG: 3
- FDP: 3
- CDU: 27
- AfD: 2

| Parteien und Wählergemeinschaften | Parteien und Wählergemeinschaften                     | 2021    | 2021    | 2016    | 2016    | 2011    | 2011    | 2006    | 2006    | 2001   | 2001   |
| Parteien und Wählergemeinschaften | Parteien und Wählergemeinschaften                     | %       | Sitze   | %       | Sitze   | %       | Sitze   | %       | Sitze   | %      | Sitze  |
| --------------------------------- | ----------------------------------------------------- | ------- | ------- | ------- | ------- | ------- | ------- | ------- | ------- | ------ | ------ |
| CDU                               | Christlich Demokratische Union Deutschlands           | 54,95   | 27      | 59,07   | 28      | 64,18   | 28      | 69,72   | 31      | 68,31  | 35     |
| SPD                               | Sozialdemokratische Partei Deutschlands               | 18,76   | 9       | 20,13   | 10      | 20,21   | 9       | 16,99   | 7       | 19,54  | 10     |
| Grüne                             | Bündnis 90/Die Grünen                                 | 9,33    | 5       | 4,19    | 2       | 5,16    | 2       | 2,38    | 1       | 2,92   | 1      |
| FDP                               | Freie Demokratische Partei                            | 6,26    | 3       | 4,61    | 2       | 4,45    | 2       | 6,35    | 3       | 4,52   | 2      |
| UWG                               | Unabhängige Wählergemeinschaft Landkreis Vechta (UWG) | 5,02    | 3       | 4,49    | 2       | 4,92    | 2       | 4,53    | 2       | -      | -      |
| AfD                               | Alternative für Deutschland                           | 4,19    | 2       | 5,90    | 3       | -       | -       | -       | -       | -      | -      |
| Linke                             | Die Linke                                             | 1,42    | 1       | 1,58    | 1       | 0,99    | 1       | -       | -       | -      | -      |
| ZENTRUM                           | Zentrumspartei                                        | -       | -       | -       | -       | 0,05    | -       | -       | -       | -      | -      |
| WG                                | Wählergruppen                                         | 0,06    | -       | -       | -       | -       | -       | -       | -       | 4,7    | 2      |
| Gesamt                            | Gesamt                                                | 100     | 50      | 100     | 48      | 100     | 44      | 100     | 44      | 100    | 50     |
| Wahlbeteiligung                   | Wahlbeteiligung                                       | 57,96 % | 57,96 % | 55,71 % | 55,71 % | 55,38 % | 55,38 % | 56,36 % | 56,36 % | 61,5 % | 61,5 % |

- Wählergruppen, da sich das Ergebnis von 2001 nicht auf einzelne Wählergruppen aufschlüsseln lässt

### Landrat
Landrat des Landkreises Vechta ist Tobias Gerdesmeyer (CDU). Bei der Landratswahl am 12. September 2021 setzte er sich gegen den Gegenkandidaten Aloys Thye-Moormann von der AfD mit 92,64 % der Stimmen durch.

## Mitgliedschaft in Institutionen
Der Landkreis Vechta ist Mitglied in der „Oldenburgischen Landschaft“, einer eingetragenen Körperschaft des öffentlichen Rechts zur Pflege und Förderung kultureller und historischer Belange im ehemaligen Land Oldenburg, sowie im „Verbund Oldenburger Münsterland“, einer Einrichtung zur Förderung des Tourismus in den Landkreisen Vechta und Cloppenburg.

## Demografie und Wirtschaft

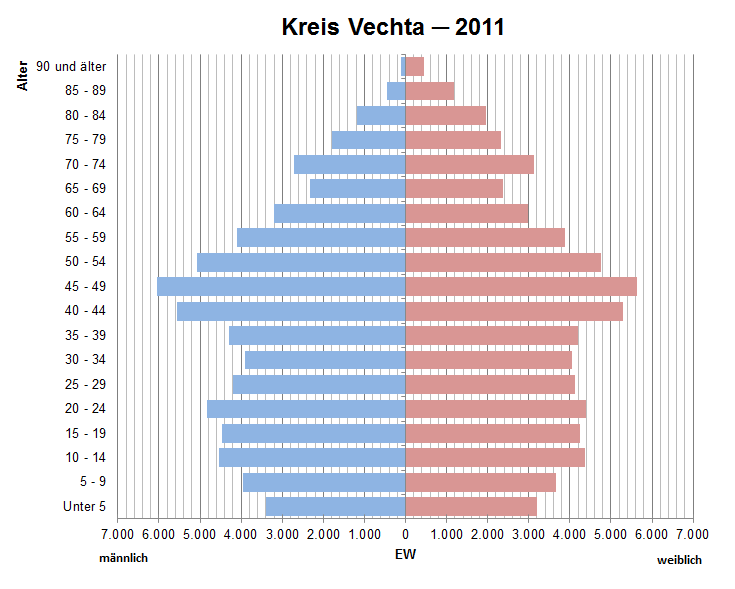
Bevölkerungspyramide für den Kreis Vechta (Datenquelle: Zensus 2011)

### Hohe Geburtenrate und niedriges Durchschnittsalter
Der Landkreis Vechta liegt, wie auch der Nachbarkreis Cloppenburg, an der Spitze der Landkreise mit einem niedrigen Durchschnittsalter in Deutschland (40,5 Jahre im Lk Vechta, 40,6 Jahre im Lk Cloppenburg). Dieser niedrige Wert ist durch die hohen Geburtenraten pro Einwohnerin von 1,87 (Lk Vechta) und 2,00 (Lk Cloppenburg) zu erklären. Als Grund für die relativ hohen Kinderzahlen pro Frau   werden die klassische Rollenverteilung zwischen Mann und Frau in der als „konservativ“ geltenden Region sowie die vergleichsweise hohe Zahl von Spätaussiedlern aus der ehemaligen Sowjetunion in der Region genannt, von denen viele Frauen der mittleren und älteren Geburtsjahrgänge kinderreich sind. Auch der Umstand, dass viele Einwohner fest im katholische Glauben verwurzelt sind, wird als Begründung für die hohen Geburtenraten angeführt.

### Aufstieg zur wirtschaftlichen Boomregion
Im Landkreis Vechta wuchs im Zeitraum von 1978 bis 2014 die Zahl der Beschäftigen um 149 %; ein so starkes Wachstum gab es seinerzeit in keinem anderen der damals bestehenden 325 Landkreise und kreisfreien Städten in den alten Bundesländern. Die Arbeitslosenquote von 4 % gehörte 2014 zu einer der niedrigsten, die Eigenheimquote von über 80 % zu einer der höchsten in Deutschland.

Besonderes Wachstum war bislang in der Branche Ernährungsindustrie zu verzeichnen, zumal der Landkreis Vechta zusammen mit dem Landkreis Cloppenburg als Zentrum der sogenannten Fleischveredelungsindustrie in Deutschland gilt. Das Oldenburger Münsterland weist eine hohe Konzentration von Mastbetrieben für Schweine-, Geflügel- und Rindfleisch auf. 

### Gefährdung des Erreichten
Im Jahr 2010 lag der Landkreis Vechta im Zukunftsatlas der Prognos AG noch auf Platz 52 von 412 Landkreisen und kreisfreien Städten in Deutschland. 2016 belegte er dort Platz 66 von 402 Gebietskörperschaften („Klasse 3“). Er wurde auch 2016 als Region und mit „hohen Zukunftschancen“ bewertet. Im Jahr 2019 nahm der Landkreis Platz 126 ein. Damit gehört er im derzeit neuesten „Zukunftsatlas“ in der Gesamtbewertung zu den Gebietskörperschaften in „Klasse 4“ (Gebiete mit „leichten Chancen“).

Unter dem Durchschnitt der 402 gerankten Gebietskörperschaften liegen der Prognos AG zufolge im Landkreis Vechta die Entwicklung des Arbeitsmarktes in den Jahren 2017 bis 2019 sowie die Dynamik der Wirtschaftsentwicklung insgesamt. Bei der Demografie wurde der Landkreis auf Rang 26 eingestuft.
Das „Instituts der deutschen Wirtschaft“ untersuchte 2020 ebenfalls die Wirtschaftskraft und die wirtschaftliche Dynamik aller 401 Landkreise und kreisfreien Städte in Deutschland. Bei der Wirtschaftskraft liegt der Landkreis Vechta dem IW zufolge auf Platz 90. Dem Landkreis wird allerdings eine relativ niedrige Dynamik der Wirtschaftsentwicklung bescheinigt: In dieser Kategorie besetzt er Platz 314. In Landkreisen mit einer relativ niedrigen Wirtschaftsdynamik, so das IW, bestehe die Gefahr, „sich zu lange auf den Erfolgen der Vergangenheit auszuruhen und die entscheidenden Weichenstellungen für eine zukunftsträchtige Entwicklung zu verpassen.“

Insgesamt stuft das IW den Landkreis Vechta als „Absteiger“-Region ein. Positiv falle im Drei-Jahres-Vergleich – zumeist der Jahre 2017 bis 2019 – nur die Entwicklung beim Anteil der sozialversicherungspflichtig Beschäftigten in wissensintensiven Dienstleistungen auf. Schlecht schneide Vechta vor allem bei der Entwicklung des Altersquotienten auf dem Arbeitsmarkt (Platz 361), der privaten Überschuldung (Platz 369) und der Zahl der Baugenehmigungen (Platz 355) ab.

Diese Bewertung erfolgte auf der Grundlage von Daten, die vor Ausbruch der COVID-19-Pandemie in Deutschland erhoben worden waren.

### Selbstbild und Fremdbild
Die Kreisverwaltung ist der Ansicht, dass der Landkreis Vechta zu Recht als besonders familienfreundlich gelte. Die CONTOR GmbH hingegen veröffentlichte 2020 ihre Studie „Familienfreundliche Mittelstädte“. In dem Ranking aller 585 deutschen Mittelstädte wurde Vechta auf Rang 184, Lohne auf Rang 422 platziert.

## Verkehr

### Schienenverkehr
Der Kreis Vechta wurde zunächst von der Oldenburgischen Staatsbahn erschlossen.
Von Ahlhorn an der Hauptbahn Oldenburg–Osnabrück führte ab 1885 eine Zweigbahn nach Vechta, die 1888 bis Lohne verlängert wurde. Der Weiterbau bis Neuenkirchen 1899 und Hesepe 1900 fand erst statt, nachdem 1898 die direkte Linie von Delmenhorst nach Vechta eröffnet worden war.
Die Nebenbahn Holdorf–Damme entstand ebenfalls im Jahre 1900. Dort schloss 1914 die Wittlager Kreisbahn AG ihre Linie nach Bohmte an.
Im selben Jahr eröffnete der Bahnverband Vechta-Cloppenburg die Verbindung zur Kreisstadt des Nachbarkreises Cloppenburg.
Die Gemeinde Dinklage hatte schon im Jahre 1904 durch eine eigene Kleinbahn den Anschluss an die Staatsbahn in Lohne gefunden.
Von den 91 km Strecken mit Personenverkehr wurden innerhalb von zehn Jahren 39 km stillgelegt:
- 1952: Ahlhorn – Langförden – Vechta-Falkenrott 8 km; Holdorf – Damme 7 km; Vechta – Vestrup – Cloppenburg 11 km
- 1954: Lohne – Dinklage  8 km
- 1962: Schwegermoor – Südfelde – Damme  5 km

Die Bahnstrecke Holdorf–Damme wurde bis ungefähr Mitte der 1990er Jahre noch sporadisch von dem Automobilzulieferer Lemförder Metallwaren AG, der Landwirtschaftlichen Bezugsgenossenschaft und vom Dammer Landmaschinenhersteller Grimme für den Transport von Gütern genutzt. Danach wurde die Bahnstrecke ab dem Jahr 2000 komplett demontiert. Auf dem ehemaligen Bahndamm befindet sich nun ein Radweg.
Die Bahnstrecke Lohne–Dinklage wurde ebenfalls ab dem Jahr 2000 demontiert, ihr kam bis 1999 nur noch die Funktion eines sporadischen genutzten Transportweges für die Waren des Dinklager Tierfutterherstellers und Landhandels HBD zu. Auf dem Gelände des Betriebes erinnern noch Reste der Gleisanlage an die Bahnstrecke, auf Teilen des alten Bahndammes verläuft nun – wie schon auf der Strecke Holdorf–Damme – ebenfalls ein Radweg.
Die verbliebene Bahnstrecke Delmenhorst–Hesepe wird von der NordWestBahn betrieben.

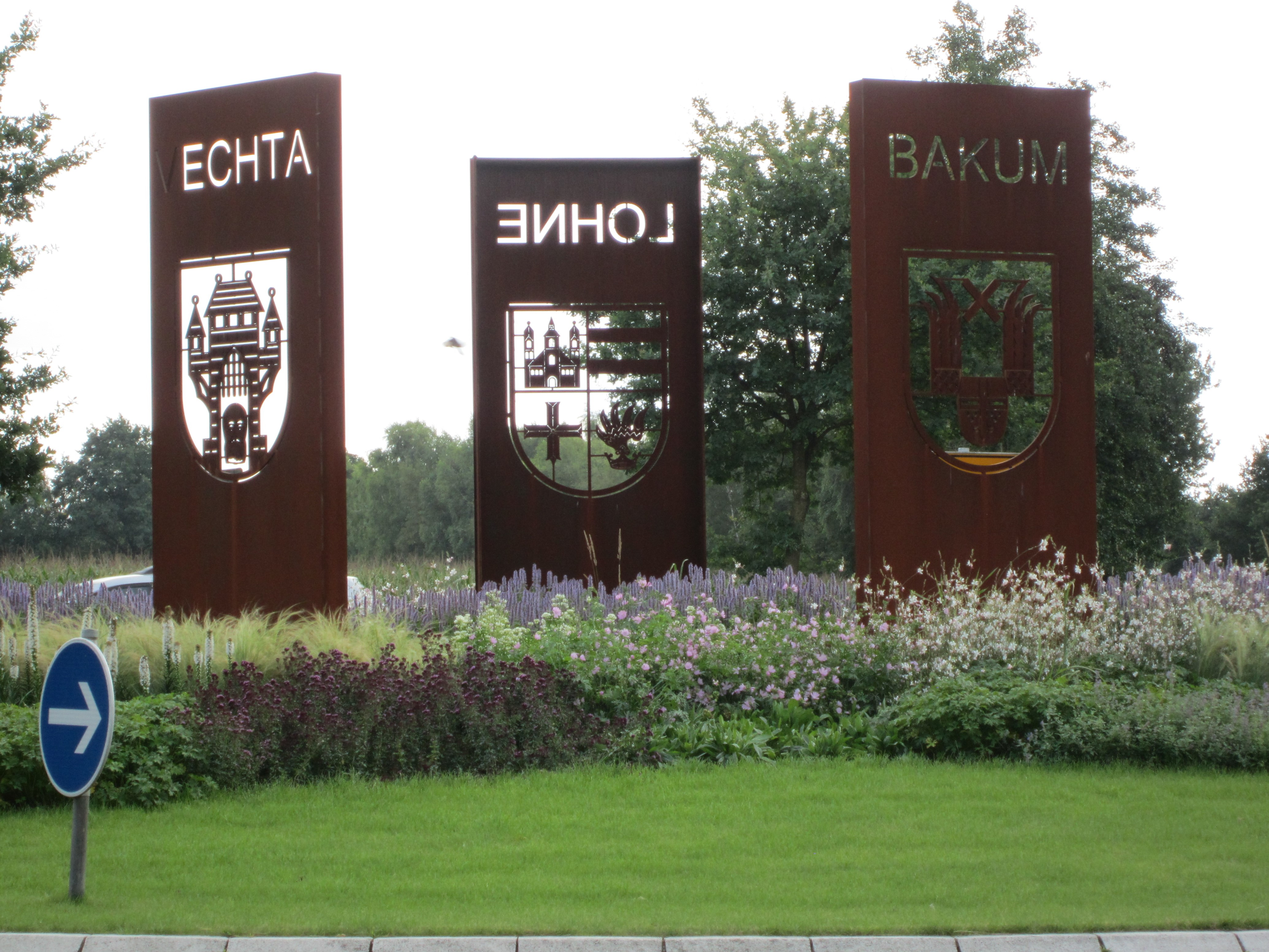
Kreisel auf dem Drei-Kommunen-Eck Vechta-Bakum-Lohne: Abzweigung der L 861 (Bokern/Daren – Dinklage – Badbergen) und der K 333 (Bokern/Daren – Vechta) von der L 848 (Daren – Lohne)

### Straßenverkehr
- Bundesautobahnen
  - A 1 (Hansalinie)
- Bundesstraßen
  - B 69; B 214

Am 1. Juli 1956 wurde dem Landkreis bei der Einführung der bis heute gültigen Kfz-Kennzeichen das Unterscheidungszeichen VEC zugewiesen. Es wird durchgängig bis heute ausgegeben.

### Öffentlicher Nahverkehr
Die Bahnstrecke Delmenhorst–Hesepe wird von der NordWestBahn befahren, die folgende Orte im Landkreis Vechta bedient: Rechterfeld, Goldenstedt, Lutten, Vechta, Lohne, Mühlen, Steinfeld, Holdorf und Neuenkirchen. Anbindung erfolgt im 60-Minuten-Takt (etwa zwischen 6 Uhr morgens und 23 Uhr nachts).
Der Busverkehr wurde 2007 mit Gründung der Verkehrsgemeinschaft Landkreis Vechta (VGV) verdichtet: Zwischen einigen Ortschaften sind nur an Schultagen Busse unterwegs, aber auf allen Linien, die nach Vechta führen, gilt dies (fast) jeden Tag (sonn- und feiertags kein Betrieb).
Von Montag bis Samstag verkehrt auch der von der VGV betriebene StadtBus Vechta im 60-Minuten-Takt. Der Stadtbus wurde 2008 als Pilotprojekt gestartet. Aufgrund der Fahrgastzahlen von 206.000 Beförderungen im Jahr 2015 erwies sich das System als Erfolg und wird fortgeführt.
Auf Landkreisebene wurde am 31. Oktober 2013 das Bus-Pilotprojekt moobil+ gestartet. Dieses Netz mit 14 Kleinbussen bedient alle Kommunen im Landkreis Vechta und ist bedarfsorientiert ausgerichtet (d. h., es gibt Haltestellen, die nach festem Linientakt und Bedarfshaltestellen, die auf Bestellung per Telefon oder Internet angefahren werden). Das Projekt wird vom Landkreis Vechta und den Städten und Gemeinden im Landkreis sowie den lokalen Busunternehmen finanziert. Darüber hinaus wird es mitfinanziert vom Landesamt für Geoinformation und Landentwicklung Niedersachsen (LGLN) und dem Niedersächsischen Ministerium für Wirtschaft, Arbeit und Verkehr als Pilotprojekt des Landes Niedersachsen und aus EU-Mitteln.

## Ökologie

### Schutzgebiete
Im Landkreis Vechta befinden sich neben zehn ausgewiesenen Naturschutzgebieten vier FFH-Gebiete, 76 Landschaftsschutzgebiete und 73 Naturdenkmale.
Siehe auch:
- Liste der Naturschutzgebiete im Landkreis Vechta
- Liste der FFH-Gebiete in Niedersachsen
- Liste der Landschaftsschutzgebiete im Landkreis Vechta
- Liste der Naturdenkmale im Landkreis Vechta
- Liste der geschützten Landschaftsbestandteile im Landkreis Vechta

Das Bundesamt für Naturschutz stellt in seinem „Steckbrief“ über das Bersenbrücker Land als Naturraum, zu dem der südlich des Vechtaer Moorbachs gelegene Teil des Landkreises Vechta gehört, fest, dass dieser Naturraum 2010 nur einen „effektiven Schutzgebietsanteil“ von 3 % aufgewiesen habe. „Der Raum um Vechta gehört zu den Zentren der Massentierhaltung in Deutschland. Die früher verbreitete Grünlandnutzung hat heute nur noch eine untergeordnete Bedeutung (weniger als 3% Flächenanteil)[,] wogegen fast zwei Drittel der Gesamtfläche ackerbaulich genutzt werden. Die Endmoränenbögen werden fast ausschließlich als Nadelforste genutzt. Laubwald spielt nur eine nachrangige Rolle.“ Das Bundesamt bewertete 2010 73 % der Fläche des Naturraums Bersenbrücker Land als „Defizitraum“ im Hinblick auf den Plan des BfN, in ganz Deutschland Biotopverbünde herzustellen.

### Emissionen
Der Landkreis Vechta ist die am stärksten durch Ammoniakemissionen belastete Region in Deutschland.

## Trivia
Auf kuriose Weise häufen sich die Namen geographischer Objekte, die es sowohl im Landkreis Vechta als auch im Landkreis Grafschaft Bentheim gibt. So wird der Ortsteil Lohne der Einheitsgemeinde Wietmarschen oft mit der Stadt Lohne (Oldenburg), die Dinkel als Nebenfluss der Vechte oft mit der Dinkel als namensgebendem Bach der Stadt Dinklage und die Vechte selbst mit dem Vechtaer Moorbach verwechselt, der in alten Quellen auch (wie die zuvor genannte Bentheimer Vechte) „Vechta“ genannt wird. Die hierdurch ausgelöste Verwirrung ist in dem Abschnitt „Der Kreis Vechta“ in einem 1825 erschienenen Buch deutlich erkennbar.